# Samsung Galaxy Xcover 3
Samsung Galaxy Xcover 3 (код модели: SM-G388F или R3) - это Android смартфон производства Samsung, третья модель в серии прочных (т.е. обладающих особой устойчивостью к воде, пыли, ударам и падениям) Galaxy Xcover устройств.

## Технические характеристики

### Оборудование
Galaxy Xcover 3 - смартфон размером 132,9 x 70,1 x 10 миллиметров и весом 154 грамма. Устройство оснащено GSM, HSPA, Wi-Fi 802.11 b/g/n с Wi-Fi Direct, Bluetooth 4.0 с A2DP, GPS с A-GPS и GLONASS, NFC и FM-радио. Он имеет порт microUSB 2.0 и вход 3,5 мм аудиоразъем..
Galaxy Xcover 3 оснащен емкостным сенсорный экран диагональю 4,5 дюйма, типа PLS TFT, с соотношением сторон 5:3 и WVGA разрешением 480 x 800 пикселей (плотность 207 пикселей на дюйм). Корпус изготовлен из пластика. Литий-ионная батарея емкостью 2200 мАч является съемной.
Чипсет представляет собой Marvell Armada PXA1908, с четырехъядерным CPU (ARM Cortex-A53, 1,2 ГГц) и GPU Vivante GC7000. Объем встроенной памяти составляет 8 Гб, а объем RAM - 1,5 Гб..
Задняя камера имеет 5 мегапиксельный сенсор, оснащена автофокусом и вспышкой, способна записывать видео в формате 720p при 30 fps, а фронтальная камера - 2 мегапикселя..
Устройство соответствует стандарту IP67, поэтому оно защищено от проникновения пыли и обладает водонепроницаемостью до 30 минут погружения на глубину одного метра, оно также соответствует военному стандарту MIL-STD-810G..

### Программное обеспечение
Операционной системой Мобильное устройство является Android, в версии 4.4.4 KitKat, с возможностью обновления до 5.0 Lollipop.. Он имеет пользовательский интерфейс TouchWiz.